# 7,5 cm KwK 44
De 7,5 cm KwK 44 was de aanduiding voor verscheidene Duitse tankkanonnen uit de Tweede Wereldoorlog. Het kanon kwam in drie varianten, de KwK 44 L/36,5, de KwK 44/1 L/70 en de KwK 44/2 L/70. De kanonnen werden ontwikkeld aan het einde van de oorlog en werden daarom nooit daadwerkelijk ingezet.

## De 7,5 cm KwK 44 L/36.5
De 7,5cm KwK 44 L/36.5 was in principe een 7,5 cm KwK 40 met een ingekorte loop. Dezelfde munitie werd gebruikt. De mondingssnelheid werd ten opzichte van de KwK 40 verbeterd van 710 tot 720 meter per seconde. De penetratie was rond de 85mm op een afstand van 100 meter.

### Gebruik
- Panzerkampfwagen VIII Maus, coaxiaal gemonteerd.
- E-100, coaxiaal gemonteerd.

## De 7,5cm KwK 44/1 L/70
Het 7,5cm Kampfwagenkanone (KwK) 44/1 L/70 kanon werd aan het eind van de Tweede Wereldoorlog ontworpen door Krupp en het Tsjechoslowaakse Skoda in Plzeň (Pilsen). Dit kanon werd speciaal ontworpen voor de Schmalturm welke gebruikt zou worden op de Panther Ausf. F. Het kanon had namelijk een concentrisch teruslagmechanisme. Hierdoor konden de grote cilinders boven op het kanon verwijderd worden wat ervoor zorgde dat het kanon in de koepel veel minder ruimte nodig had, dan bij de 7,5cm KwK 42 L/70 het geval was. Het kanon had een gewicht van 1920 kg. De eenogige richtkijker had vergrotingen van 2,5× en 6×. Het belangrijkste onderdeel zou echter de stereoscopische afstandsmeter zijn, waardoor de nauwkeurigheid van het schieten  verbeterd zou worden op afstanden tot 2000 meter.

### Gebruik
- Panther Ausf. F
- E-25
- E-50

## De 7,5cm KwK 44/2 L/70
Skoda werkte ook aan een autolader welke in theorie een vuursnelheid zou kunnen hebben van 40 granaten per minuut. Deze vuursnelheid zou praktisch niet haalbaar zijn vanwege de te zware taak voor de lader en de schutter zou niet genoeg tijd hebben om gericht te kunnen schieten. Het kanon werd aangeduid als de 7,5cm KwK 44/2 L/70 en werd voor het einde van de oorlog nog getest. Het gewicht hiervan was 3400 kg en er werden drie stuks geproduceerd.

### Gebruik
Waarschijnlijk zouden de voertuigen waar de KwK 44/1 L/70 reeds voor gepland was in plaats daarvan dit kanon gaan gebruiken.